# Quaker Houghton
Quaker Houghton (ehemals Quaker Chemical Corporation) ist ein US-amerikanisches Chemieunternehmen mit Sitz in Conshohocken (Pennsylvania) nordwestlich von Philadelphia.
Die wichtigsten Produkte sind Walzöle (Schmiermittel beim Warm- oder Kaltwalzen), Kühlschmiermittel, Hydraulikflüssigkeiten und Korrosionsschutz. Das Unternehmen wurde 1918 gegründet und blieb stets unabhängig. Im August 2019 fusionierte Quaker Chemical mit Houghton International und bildete das neue Unternehmen Quaker Houghton.